# 吉中六
吉中 六（よしなか ろく、1946年6月12日 - ）は、日本の俳優、スーツアクター。本名および旧芸名は吉中 正一。
大阪府大阪市出身。中央商業高等学校（現・中央学院大学中央高等学校）卒業。SKY企画を経て、エレメンツ所属。
身長169cm。体重65kg。特技は殺陣、乗馬。

## 出演作品

### テレビドラマ

#### NHK
- 大河ドラマ
  - 新大型時代劇
    - 宮本武蔵（1984年） - さそりの三蔵
    - 真田太平記（1985年） - 贄掃部

  - 利家とまつ〜加賀百万石物語〜（2002年） - 絵師
  - 武蔵 MUSASHI（2003年） - 市頭
- ドラマ人間模様 / 花へんろ 第二章（1986年）
- 連続テレビ小説 / すずらん（1999年）
- 金曜時代劇 / 茂七の事件簿 ふしぎ草紙（2003年）
- 鎌倉河岸捕物控（2010年） - 植村忠明

#### 日本テレビ
- 伝七捕物帳
  - 第32話「娘十八天一坊」（1974年）
  - 第47話「情にかける女の意気地」（1974年）
  - 第102話「十手目が王手」（1976年）
- 太陽にほえろ! ※はノンクレジット
  - 第12話「彼は立派な刑事だった」（1972年） - 梶川組組員※
  - 第35話「愛するものの叫び」（1973年） - チンピラ※
  - 第45話「怒れ!マカロニ」（1973年） - 水上吾郎※
  - 第51話「危険を盗んだ女」（1973年） - 偽造団構成員※
  - 第56話「その灯を消すな!」（1973年） - 梶田の部下※
  - 第86話「勇気ある賭け」（1974年） - 山村の情報屋※
  - 第108話「地獄の中の愛」（1974年） - 城南大学バスケットボール部部員
  - 第117話「父と子の再会」（1974年） - 戸川連合構成員※
  - 第118話「信じあう仲間」（1974年） - 竜王興業構成員※
  - 第150話「わかれ」（1975年） - チンピラ
  - 第173話「一発で射殺せよ!」（1975年） - 戸川組組員※
  - 第177話「海に消えたか三億円」（1975年） - 山口
  - 第196話「言葉の波紋」（1976年） - 大林健
  - 第205話「ジョーズ探偵の悲しい事件簿」（1976年） - ヤクザ※
  - 第209話「働くものの顔」（1976年） - 取調室のチンピラ
  - 第211話「待伏せ捜査」（1976年） - ひったくり犯
  - 第216話「テキサスは死なず!」（1976年） - 拳銃密売組織の構成員
  - 第225話「疑惑」（1976年） - 倉田を射殺した男
  - 第237話「あやまち」（1977年） - 竜神会組員※
  - 第242話「すれ違った女」（1977年） - 射殺事件の容疑者※
  - 第244話「さらば、スコッチ!」（1977年） - 倉田を射殺した男
  - 第249話「嘘」（1977年）
  - 第253話「生きがい」（1977年） - 戸川組組員※
  - 第266話「逃亡者」（1977年） - 富岡安三※
  - 第279話「愛と怒り」（1977年） - 竜神会組員
  - 第284話「正月の家」（1978年） - 青木の共犯
  - 第298話「われら七曲署」（1978年） - 北の丸商事構成員
  - 第304話「バスジャックの日」（1978年） - チンピラ
  - 第309話「危険な時期」（1978年） - 竜神会組員
  - 第322話「誤射」（1978年） - 加藤の麻雀仲間※
  - 第324話「愛よさらば」（1978年）
  - 第336話「ドジな二人」（1979年） - 大田黒商事社員
  - 第352話「ボン・絶体絶命」（1979年） - 中西雅夫
  - 第376話「右往左往」（1979年） - 及川浩
  - 第396話「記念樹」（1980年） - 村沢
  - 第406話「島刑事よ、さようなら」（1980年） - 矢沢
  - 第412話「似顔絵」（1980年） - 寿司屋主人
  - 第513話「真相は.....?」（1982年） - チンピラ
  - 第527話「雨の降る街」（1982年） - 旭貿易社員
  - 第539話「襲撃」（1983年） - 刺客
  - 第554話「シルバー・シート」（1983年） - 金沢昇
  - 第562話「ブルース刑事登場!」（1983年） - 響組幹部
  - 第584話「盗聴」（1984年） - 秋田
  - 第599話「殺人犯ラガー」（1984年） - 銀竜会組員
  - 第612話「怒れる狙撃者」（1984年） - 田所組幹部
  - 第632話「恐ろしい」（1985年） - 上原弘樹
  - 第667話「デュークという名の刑事」（1985年） - 戸川組組員
  - 第695話「赤いドレスの女」（1986年） - レディースファッション宣伝部員
  - 第709話「タイムリミット・午前6時」（1986年） - 岡崎の部下
  - 太陽にほえろ!PART2 第4話「俺は殺された」（1986年） - 逃がし屋組織のリーダー格
- 剣と風と子守唄（1975年）
  - 第4話「無情の影」
  - 第5話「喰われた献上馬」
  - 第6話「荒原の墓標」
  - 第7話「狂った野望」
  - 第12話「殿様暗殺の日」
  - 第15話「母恋い馬子唄」
  - 第17話「闇の宿場に咲く花火」
  - 第20話「兄弟の勲章」
  - 第21話「女郎集団脱走」
  - 第22話「鬼が惚れた鬼」
  - 第23話「鬼と虎と酒天国」
  - 第25話「左源太賞金首」
  - 第26話「壊滅恩讐の里」
  - 第27話「栄光への父娘旅」（最終回）
- 俺たちの朝 第16話「食欲とスパイと不景気な面」（1977年）
- 西遊記 第17話「幻妖術師 青竜将軍」（1979年）
- 俺たちは天使だ! 第11話「運が悪けりゃゴリラが泣くぞ」（1979年） - 大木戸組の組員
- 桃太郎侍（1980年） - 浪人
- 猿飛佐助 第3話「甲賀忍法 火遁の術」（1980年） - 忍者
- 新五捕物帳（1981年）
- 長七郎江戸日記（1984年） - 銀次
- 銭形平次（1987年）
  - 第20話「子供の目」
  - 第22話「八五郎、恋の手習い」
- ハロー!グッバイ（1989年）
- 西遊記 第12話「みんなまとめて破門します!?」（1994年）
- 火曜サスペンス劇場 / 警部補 佃次郎 第15作「結婚しない女」（2002年） - 菊井政貴
- 東京大空襲（2008年）

#### TBS
- トリプルファイター（1972年） - トリプルファイター[3]
- 日本沈没 第15話「大爆発・海底油田」（1975年） - 漁師
- 江戸特捜指令（1976年）
  - 第1話「忽然! 荒野に大名屋敷」
  - 第3話「変幻自在! 動くサイコロ」
- 江戸を斬る（1979年）
- 天皇の料理番（1980年）
- 噂の刑事トミーとマツ
  - 第1シリーズ 第45話「トミマツの、ヤマトよ永遠に」（1980年）
  - 第2シリーズ（1982年）
    - 第5話「トミマツの阿波踊り! 爆弾魔のふざけた命令」
    - 第11話「強烈! 香港カラテ対トミー空手」
    - 第30話「トミマツ生き埋め! 「トミコ」が出ない!!」
- 秘密のデカちゃん（1981年）
  - 第23話「押しかけ花むこおんぶすりゃダッコ」
  - 第29話「あなた大変! 赤ちゃんが出来た!!」
- スクール☆ウォーズ 〜泣き虫先生の7年戦争〜（1984年）
- 月曜ドラマスペシャル→月曜ミステリー劇場
  - ダンスパートナー連続殺人（1996年）
  - 捜し屋★諸星光介が走る! 第2作（2005年） - 間宮修造
- チープ・ラブ（1999年）
- 17年目のパパへ（2001年）

#### フジテレビ
- 泣くな青春（1972年）
- 新宿警察（1975年）
- 華麗なる刑事（1977年）
- 江戸の旋風
  - 同心部屋御用帳 江戸の旋風II（1977年）
    - 第48話「韋駄天むすめ」
    - 第51話「十手魂の対決」

  - 第3シリーズ（1979年）
    - 第1話「謎のおんな砂絵師」
    - 第8話「危うし城之介!!」
    - 第19話「誇り高き泥棒」
    - 第22話「消えた入墨」
    - 第27話「浪人斬り」
    - 第31話「こそ泥の恩返し」

  - 第4シリーズ（1978年）
  - 同心部屋御用帳 新・江戸の旋風（1980年）
    - 第9話「女郎蜘蛛の罠」
    - 第24話「はぐれ宿人質事件」

  - 時代劇スペシャル 同心部屋御用帳 江戸の旋風（1984年）
- 江戸の渦潮（1978年）
- 江戸の激斗（1979年）
  - 第1話「壮絶! 遊撃隊」
  - 第21話「日蔭の花を救え」
- 大空港（1980年）
  - 第67話「流血の荒野を走れ! 特捜VS地下組織VS暴走族」
  - 第76話「殉職の鎮魂歌 壮絶!レッドスネイク撃滅作戦!」
- 大捜査線 第29話「現金輸送車強奪」（1980年）
- 江戸の朝焼け（1980年）
- 同心暁蘭之介（1981年）
- 時代劇スペシャル
  - 素浪人罷り通る
    - 第2弾「素浪人罷り通る 暁の死闘」（1982年）
    - 第4弾「素浪人罷り通る 去るも地獄残るも地獄」（1983年）
    - 番外編「魔境 殺生谷の秘密」（1983年）

  - 御用船炎上（1982年）
  - 岡っ引どぶ 第4作「謎の凧あげ連続殺人事件」（1983年）
  - 鼠小僧次郎吉 必殺の白刃（1983年）
  - 魔境 殺生谷の秘密（1983年）
- 暁に斬る!（1982年）
- 流れ星佐吉（1984年）
- 暴れ九庵
  - 第4話「せつない女、ふたり」（1984年）
  - 第16話「やがて愉快な居候」（1985年）
- 男と女のミステリー / 罠の中の女（1988年）
- 鬼平犯科帳
  - [第1シリーズ（1990年） - 宮内
  - 第7シリーズ（1997年）
- DRAMADAS / AV助監督物語（1990年）
- 現代推理サスペンス / 夢見る女刑事（1990年）
- 旅情サスペンス / 伊豆大島 霧の夜（1991年）
- 世にも奇妙な物語 / 「ボロボロ」（1991年）
- ナニワ金融道（1996年）
- 金曜エンタテイメント / 死を呼ぶ降霊実験! 新米ツアコン典子の心霊スポットバスツアー（2001年）

#### テレビ朝日
- 荒野の素浪人
  - 第1シリーズ（1972年）
    - 第40話「百人斬り 悪党の砦」
    - 第45話「死闘 傷だらけの駒木峠」
    - 第48話「挽歌 白蘭の牙」

  - 新・荒野の素浪人（1974年）
    - 第7話「怒号の刃」
    - 第9話「流浪の女」
    - 第12話「鬼火の谷」
    - 第13話「帰らざる宿」
    - 第14話「白狼の牙」
    - 第18話「仇討ち無惨」
    - 第29話「第三の女」
    - 第33話「けもの罠」
    - 第37話「奇習の村」
- ダイヤモンド・アイ 第1話「わが名はダイヤモンド・アイ」（1973年） - 源海龍の部下
- 荒野の用心棒（1973年）
  - 第9話「女豹は黄金の嵐を呼んで…」
  - 第10話「兇悪の罠が欲望の野に仕掛けられて…」
  - 第13話「必殺の剣が地平線に甦って…」
  - 第15話「賞金首に群狼が吠えて…」
  - 第20話「城攻め必殺を狙って…」
  - 第21話「山峡に脱獄犯を追って…」
  - 第22話「謎の密輸地帯に潜入して…」
  - 第23話「叛逆砦に陽はまた昇り…」
  - 第28話「虐殺の丘に女の復讐が燃えて…」
  - 第36話「死の廃坑に地獄火が吠えて…」
- 破れ傘刀舟悪人狩り（1975年）
  - 第16話「復讐の娘」
  - 第34話「裏切りの街」
  - 第51話「人斬り子守唄」
- 非情のライセンス 第2シリーズ（1976年） - 暴力団員
- 江戸の鷹 御用部屋犯科帖（1978年）
- 伝七捕物帳（1979年）
- 江戸の牙
  - 第8話「対決! 黒い稲妻」（1979年） - 清太
  - 第22話「女郎蜘蛛が泣いた」（1980年） - 鬼丸
- 走れ!熱血刑事 第19話「あばかれた傷痕」（1981年）
- 文吾捕物帳（1981年）
- 西部警察シリーズ
  - 西部警察 PART-II（1982年）
    - 第15話「ニューフェイス!! 西部機動軍団」
    - 第28話「涙は俺がふく」 - 飯沼興業幹部

  - 西部警察 PART-III
    - 第12話「二人だけの戦争」（1983年） - 秋山良
    - 第28話「大将と二等兵」（1983年） - 志村政治経済研究所構成員
    - 第49話「劇追!!地を走る3億ドル　-大阪・神戸編-」（1984年） - 勝田の部下
- ザ・ハングマンシリーズ
  - 新ハングマン 第11話「娘の真珠を奪ったハレンチ官僚」（1983年） - 小沼の部下
  - ザ・ハングマン4 第10話「エリートの父親が隠し子の命を狙う!」（1984年） - 倉本の部下
  - ザ・ハングマンV 第4話「ポルノ女優殺しで玉のこしに乗る!」（1986年） - 松田（総会屋）
  - ザ・ハングマン6 第2話「剣山入りパイを顔面に投げよ!」（1987年） - 鬼村不動産社員
  - ハングマンGOGO 第5話「朝まで待てない! 水中からの脱出」（1987年） - 梶本の部下
- 特捜最前線 第442話「生きていた死体! 疑惑のニセ家族!」（1985年）
- 暴れん坊将軍
  - 暴れん坊将軍II（1986年） - 玄次
  - 暴れん坊将軍III
    - 第55話「菊乱れる非情の剣」（1989年） - 九鬼権八
    - 第101話「新之助が愛した女」（1990年） - 柴田友蔵
- 遠山の金さん
  - 遠山の金さんII（1986年）
  - 名奉行 遠山の金さん
    - 第1シリーズ（1988年） - 銀八
    - 第3シリーズ（1991年） - 三之丞
- 女ふたり捜査官（1987年）
- 火曜スーパーワイド / （秘）桜荘のあぶない女たち（1988年）
- ゴリラ・警視庁捜査第8班
  - 第6話「クライシス・タワー」（1989年）
  - 第19話「刑事チェンの涙」（1989年）
  - 第36話「スイートメモリー」（1990年）
- 土曜ワイド劇場 / 法医学教室の事件ファイル
  - 第6作「死体を抱く妻!? 女医の困惑」（1997年） - 月岡茂
  - 第8作「二度死んだ女!? 女医の危機」（1998年）
- はぐれ刑事純情派
  - 第12シリーズ（1999年）
  - 新春スペシャル（2004年）
- はみだし刑事情熱系
  - PART4（1999年）
  - PART6（2002年）
- 相棒（2004年） - 居酒屋の客

#### 東京12チャンネル（テレビ東京）
- 大江戸捜査網
  - 第3シリーズ
    - 第22話「十手と十字架」（1974年）
    - 第27話「火を招く狼の群れ!」（1974年）
    - 第29話「恐怖の辻斬り」（1974年）
    - 第34話「復讐は俺にまかせろ!」（1974年）
    - 第38話「殺意なき殺人」（1974年）
    - 第41話「無宿者仁義」（1974年）
    - 第44話「命を賭けた舞い扇」（1974年）
    - 第59話「黒手首におびえる女」（1974年）
    - 第60話「女の肌に竜が泣く」（1974年）
    - 第63話「必死の金庫破り!」（1974年）
    - 第66話「小さな目撃者」（1974年）
    - 第68話「盗まれた花嫁」（1975年）
    - 第69話「悲恋 黒絵馬の女」（1975年）
    - 第70話「命の鍵をあけろ!」（1975年）
    - 第71話「音次郎撃たれる」（1975年）
    - 第76話「過去の恐怖を追え!」（1975年）
    - 第81話「非情の囮作戦」（1975年）
    - 第86話「傷だらけの十手」（1975年）
    - 第95話「傷だらけの復讐」（1975年）
    - 第96話「暗殺者たちの罠」（1975年）
    - 第97話「必死の逃亡者」（1975年）
    - 第98話「情無用の大盗賊」（1975年）
    - 第104話「捨身の一匹侍」（1975年）
    - 第107話「幻の殺人者」（1975年）
    - 第108話「暗殺計画 眼には眼を!!」（1975年）
    - 第112話「音次郎心中未遂」（1975年）
    - 第114話「富士に響く銃声!」（1975年）
    - 第115話「渡世人 命の捨て場」（1975年）
    - 第117話「十手に賭ける遊女秘話」（1975年）
    - 第122話「怒りの虚無僧狩り」（1976年）
    - 第131話「恐怖の町人斬り」（1976年）
    - 第132話「殺しの陰謀」（1976年）
    - 第134話「万引姫大奮戦」（1976年）
    - 第136話「涙の操り人形」（1976年）
    - 第137話「誇り高き父子鷹」（1976年）
    - 第145話「謎の土蔵破り」（1976年）
    - 第150話「身代り囚人の罠」（1976年）
    - 第152話「明日なき命の代償」（1976年）
    - 第157話「悲しき泥棒稼業」（1976年）
    - 第158話「隠密同心お吉銃弾に泣く」（1976年）
    - 第162話「夫婦花 無情の十手」（1976年）
    - 第163話「偽装殺人の罠」（1976年）
    - 第164話「撃滅! 江戸の黒い霧」（1976年）
    - 第166話「王将に秘めた疑惑」（1976年）
    - 第167話「銃声は少年の叫び」（1976年）
    - 第168話「十手に賭けた怨み節」（1976年）
    - 第170話「危機一髪 殺しの切札」（1977年）
    - 第171話「傷だらけの同心魂」（1977年）
    - 第175話「必殺剣! 辻斬りの恐怖」（1977年）
    - 第176話「怒りの白昼殴り込み」（1977年）
    - 第178話「男涙の離縁状」（1977年）
    - 第183話「連続放火魔の謎」（1977年）
    - 第184話「浪人殺しの陰謀」（1977年）
    - 第186話「恐怖の無差別殺人」（1977年）
    - 第196話「女義賊復讐に燃える!」（1977年）
    - 第202話「懐剣返上! 涙の対決」（1977年）
    - 第212話「恋なさけ捨身の木遣唄」（1977年）
    - 第213話「傷だらけ涙の人情駕籠」（1977年）
    - 第217話「初春雪どけを待つ女」（1978年）
    - 第222話「悪意なき幻の女」（1978年）
    - 第224話「悲恋! 女賊の子守唄」（1978年）
    - 第226話「哀しみの岡ッ引魂」（1978年）
    - 第238話「怪しき風来坊 謎の変身」（1978年）
    - 第242話「無差別殺人の陰謀」（1978年）
    - 第243話「海女が秘めた海底の罠」（1978年）
    - 第246話「音次郎を狙う狼の牙」（1978年）
    - 第250話「白昼に消えた死体の謎」（1978年）
    - 第258話「遊女が秘めた謎の暗殺」（1978年）
    - 第263話「遺産に群がる狐と狸」（1978年）
    - 第272話「女の肌に染めた謎の十万両」（1979年）
    - 第280話「大爆破を招く恐怖の大凧」（1979年）
    - 第285話「尼僧が秘めた仇討ち七変化」（1979年）
    - 第290話「暴れ十手 捨て身の恩返し」（1979年）
    - 第298話「獄門台に招く幻の美女」（1979年）
    - 第300話「金塊の陰で泣く女」（1979年）
    - 第307話「牢獄に秘めた父娘の真実」（1979年）
    - 第313話「五ツ刻の鐘は殺しの調べ」（1979年）
    - 第336話「消えた一万両の花嫁」（1979年）
    - 第343話「幻の恋に泣く女」（1980年）
    - 第352話「娘魚屋 五万石の涙」（1980年）
    - 第370話「明日を夢見る浮草の女」（1980年）
    - 第374話「仇討ち無情 親子の絶唱」（1981年）
    - 第408話「稲妻お竜の旅立ち」（1981年）
    - 第414話「涙の仇討ち慕情」（1981年）
    - 第424話「易者は殺しの暗号」（1982年）
    - 第430話「隠密大殺陣 母に別れを」（1982年）
    - 第441話「魔の刻参上! 夜の勝負師」（1982年）
    - 第490話「危険な吐息 闇に誘う妖女」（1983年）
    - 第509話「一番手柄! 涙の母恋唄」（1983年）
    - 第525話「私を妻に! 十蔵女難騒動」（1984年）
    - 第536話（最終回）「隠密同心 暁に去る」（1984年）

  - 新 大江戸捜査網（1984年）
    - 第10話「涙の子連れ犯科帳」 - 片山
    - 第26話（最終回）「さらば隠密同心」 - 片倉

  - 平成版
    - 第1シリーズ（1991年）
    - 第2シリーズ
      - 第9話「揺れる愛憎 過去を秘めた女」（1991年）
      - 第15話「阿片地獄! 復讐の怨み肌」（1992年）
- あぶない少年（1987年）
- 江戸中町奉行所（1990年）
- 幕府お耳役檜十三郎（1991年）
- お助け同心が行く!（1993年）
- 七星闘神ガイファード 第6話「殺気! 殺人音波」（1996年） - 市川

### 映画
- 海軍特別年少兵（1972年）
- ザ・ゴキブリ（1973年） - 黒田組組員
- 最も危険な遊戯（1978年）
- ダイナマイトどんどん（1978年） - 辻
- 金田一耕助の冒険（1979年） - バッファロー軍団
- ニッポン警視庁の恥といわれた二人 刑事珍道中（1980年） - ひったくり犯
- ええじゃないか（1981年） - 薩摩藩武士
- 座頭市（1989年）
- その男、凶暴につき（1989年） - 駐車場の男
- ZIPANG（1990年） - 賞金稼ぎ
- 本気!（1991年）
- 仁義（1991年）
- 鳶がクルリと（2005年）
- さや侍（2011年）

### オリジナルビデオ
- 獣のように（1990年）
- どチンピラ
- 東京魔悲夜（マフィア）（1995年）
- 修羅のみち（2005年）
  - 四国最終戦争
  - 完結編

### VP
- 反社会的勢力への対応